# Olavi Meurman
Mauri Olavi Meurman, född 19 juli 1893 i Ilmola, död 1 november 1969 i Pikis, var en finländsk botaniker och genetiker. Han var bror till Otto-Iivari Meurman.
Meurman, som var son till provinsialläkare Otto Meurman och Aina Ignatius, blev student 1912, filosofie kandidat 1916, filosofie magister 1919, filosofie licentiat 1925 och filosofie doktor 1926. Han var docent vid Helsingfors universitet 1927–1944 och 1956–1960. Han var föreståndare vid Norra Tavastlands växtodlingsförsöksstation 1925–1927, vid Sydvästra Finlands växtodlings- och trädgårdsförsöksstation 1927–1934 och direktor vid Statens trädgårdsförsöksanstalt 1935–1960. 
Meurman var ordförande i Suomen puutarhavilj. liitto 1935–1945 och i Societas Genetica Fennica 1955–1965. Han var medlem av förvaltningsrådet för Huhtamäkikoncernen. Han var ledamot av Finska Vetenskapsakademien (1945) och av Kungliga Lantbruksakademien i Sverige. Han blev hedersledamot av Sveriges Pomologiska förening 1950, av Fruktodlarföreningen 1956, ledamot av Finska forstsamfundet 1963, hedersledamot av Societas Genetica Fennica 1965 och av Trädgårdsförbundet 1961.